# Tympanis
Tympanis Tode – rodzaj grzybów z rodziny Tympanidaceae.

## Systematyka i nazewnictwo
Pozycja w klasyfikacji według Index Fungorum: Tympanidaceae, Helotiales, Leotiomycetidae, Leotiomycetes, Pezizomycotina, Ascomycota, Fungi.
Takson utworzył w 1790 r. Heinrich Julius Tode. Synonim nazwy naukowej: Chilangium (Sacc.) Sacc. 1883.
Gatunki występujące w Polsce:
- Tympanis alnea (Pers.) Fr. 1822
- Tympanis conspersa (Fr.) Fr. 1822

Nazwy naukowe na podstawie Index Fungorum. Nazwy polskie według M.A. Chmiel.